# Son Taixaquet
Son Taixaquet o Son Taixequet és una possessió situada a la marina del terme de Llucmajor, Mallorca, en el Camí de s'Àguila, al sud de la ciutat.
Son Taixaquet està situada entre les possessions de Cugulutx, Bennoc i ses Males Cases. El segle xv pertanyia a la família Tomàs de Taixaquet, els terratinents més importants de Llucmajor, dels quals pren nom. De fet era denominada alqueria d'en Taixaquet. Fou de Bartomeu Tomàs (1484) i de Miquel Tomàs (1494). El 1578 ja era dividida. La part més gran pertanyia a Miquel Taixaquet Ferragut i la més petita d'Umbert Togores. Té cases i es dedicava al conreu de cereals.
De la família Tomàs de Taixaquet en destaquen Francesc Thomàs de Taixequet i Frígola (1504-1572), eclesiàstic, bisbe d'Empúries a Sardenya i el seu nebot Miquel Thomàs de Taixequet i Fluixà, (1528-1578), bisbe i canonista. Ambdós participaren en el Concili de Trento.

## Construccions
És difícil reconèixer la funció defensiva de les cases de Son Taixaquet. Es tracta d'una casa de possessió fortificada, una casa forta, constituïda per diversos bucs adossats que configuren un bloc amb clastra interior en forma d'U. La casa principal té tres plantes amb coberta d'una sola vessant de teula àrab; el parament paredat en verd, referit d'argamassa i amb el sòcol i el pedrís de la façana principal enlluïts de ciment; les faixes, en cadena d'angle, i les estructures dels buits són de marès. A la façana principal hom hi veu: un portal romà amb llindar i un esplandit que dona pas en el portal d'arc escarser de l'interior de la clastra. A ambdós costats del portal exterior hi ha finestres planes amb llinda, rebranques i ampit motllurat. Damunt el portal forà hom hi veu una porta balconera amb balcó de barana de ferro i peanya plana, flanquejat per dues finestres planes idèntiques a les inferiors. En el tercer cos hi ha tres finestrons amb llinda, rebranques d'una peça i llindar. El conjunt dels bucs integra l'habitatge humà i algunes dependències agropecuàries disposades al voltant de la clastra: una pallissa, un forn, dues portasses amb volta de canó, i uns estables amb detalls decoratius senyorials a l'interior. Aïlladament al costat del bloc principal, se situen altres instal·lacions agrícola-ramaderes: els sestadors construïts recentment, les solls, una portassa, i una era en desús. La possessió disposa de dues cisternes, una situada a la carrera que porta fins a les cases i l'altra dintre la clastra.

## Jaciments arqueològics
Quant als jaciments arqueològics, destaca una cavitat natural, la Cova de Son Taixaquet d'en Toni, retocada per l'home de l'època talaiòtica i adaptada a les necessitats de necròpoli. Al seu interior s'han trobat objectes de ceràmica, de ferro i de terrissa. D'altres restes que es troben en els terrenys de l'antiga possessió són el Talaiot de Son Taixaquet d'en Ramonell, el Talaiot de Son Taixaquet des Llobets i el Conjunt prehistòric de Son Taixaquet de Son Pons Cardaix.